# Voulez vous danser
Voulez vous danser è un album di inediti del gruppo musicale italiano dei Ricchi e Poveri, pubblicato nel 1983 su etichetta Baby Records (anche in edizione spagnola).

## Descrizione
Il disco comprende 10 tracce. La canzone portante è la title track, Voulez vous danser, brano orecchiabile, dal titolo internazionale, grande successo dell'estate '83 nelle discoteche con posizioni alte in classifica. Infatti, riesce a vincere il premio per la canzone italiana più venduta in Europa in quell'anno. Altri brani famosi sono Hasta la vista, Cosa sei, Sei la sola che amo, Acapulco e Ciao Italy, ciao amore. Quest'ultimo esce come primo singolo promozionale dell'album, con Un altro lui, un'altra lei sul lato B. Il pezzo Voulez vous danser esce anche come lato A di un 45 giri, sia in Italia che in Spagna; il lato B contiene Acapulco nell'edizione italiana e Cosa sei in quella spagnola. In Italia, Cosa sei esce come singolo indipendente (con Amarsi un po' sul lato B). Anche questo 45 giri, come il precedente, riesce a scalare le classifiche. Infine, esce nel 1984 il singolo Hasta la vista, il quale riscuote un buon responso da parte del pubblico. Con il brano Sei la sola che amo, i Ricchi e Poveri vincono in Spagna il Festival dell'Atlantico nel 1984. Il pezzo è conosciuto anche nella versione interpretata da Dario Farina, autore della partitura musicale di questa canzone oltre che di moltissime altre del trio, e nel 1983 Farina ha occasione di interpretare il brano con i Ricchi e Poveri durante una puntata della trasmissione di Canale 5 Premiatissima, nella quale i tre hanno modo di promuovere il 33 giri eseguendo varie tracce in esso contenute. Negli anni duemila Sei la sola che amo viene ripreso con i cantanti russi Svetlana Svetikova e Aleksey Glyzin. Anche della canzone Acapulco esiste una versione degli anni duemila cantata parte in italiano e parte in russo, duettata con il gruppo pop Fabrika. Allo stesso modo i Primi Ministri, giovane boy band russa, hanno inserito in un loro album Cosa sei, eseguito con Angela, Angelo e Franco (il nuovo titolo in lingua è "Nu, zachem"). Hasta la vista, invece, è conosciuta in Canada non solo nella versione originale dei Ricchi e Poveri, ma anche in quella realizzata nel 1991 dai Collage, complesso che ha adattato in lingua francese molte canzoni del gruppo genovese e le ha racchiuse in un album.
L'album ottiene buonissimi risultati commerciali, impresa riuscita anche all'LP Mamma Maria dell'anno precedente e soprattutto ad E penso a te del 1981, trainato dalla famosissima Sarà perché ti amo.
Forti dei grandi riscontri ottenuti in Spagna per i loro ultimi album, i Ricchi e Poveri pubblicano, sempre nel 1983, l'album in versione spagnola destinato al mercato discografico iberico. Di conseguenza, si apre un tour con tappe fissate in varie città della Spagna. Il disco nella versione italiana viene anche distribuito all'estero (Germania, Francia, Svizzera, Grecia, Belgio, Svezia).
Il disco viene ristampato in Italia nel 1987 con il medesimo titolo e nessuna variazione nelle tracce.
Gli arrangiamenti sono di Gian Piero Reverberi, che aveva già curato i due album precedenti (i primi due come trio, E penso a te, del 1981, e Mamma Maria, del 1982). Della produzione si è occupata invece direttamente la casa discografica, la Baby Records.

### Singoli estratti
- Ciao Italy ciao amore/Un altro lui, un'altra lei (Baby Records, BR 50299) - Italia, 1983
- Cosa sei/Amarsi un po' (Baby Records, BR 50309) - Italia, 1983
- Voulez vous danser/Acapulco (Baby Records, BR 50311) - Italia, 1983
- Hasta la vista/Acapulco (Baby Records, BR 50321) - Italia, 1984
- Voulez vous dancer(¿Quieres bailar?)/Cosa sei(Que serà) (Baby Records) - Spagna, 1984
- Hasta la vista/Acapulco (Baby Records) - Spagna, 1984

## Tracce
Lato A 
1. Voulez vous danser (Minellono/Cassella/Farina) 3.44
2. Hasta la vista (Minellono/Cassella/Farina) 3.57
3. Acapulco (Minellono/Hofmann/Farina) 3.43
4. Sei la sola che amo (Minellono/Farina) 3.05
5. Dan Dan (È una canzone d'amore) (Minellono/Hofmann/Farina) 3.16

Lato B 
1. Cosa sei (Minellono/Farina) 3.48
2. Ciao Italy, ciao amore (Minellono/Hofmann/Farina) 3.00
3. E io mi sono innamorato (Minellono/Farina) 3.32
4. Un altro lui, un'altra lei (Minellono/Farina) 2.55
5. Vento caldo (Cassella/Farina) 3.35

## Classifiche
L'album rimane nella classifica italiana per 14 settimane raggiungendo la prima posizione nel 1984.

### Posizioni massime
| Paese    | Posizione |
| -------- | --------- |
| Italia   | 1         |
| Svizzera | 27        |

### Posizione di fine anno
| Anno | Paese  | Posizione |
| ---- | ------ | --------- |
| 1984 | Italia | 16        |

## Formazione
Musicisti
- Ricchi e Poveri (Angela Brambati, Angelo Sotgiu, Franco Gatti) - voci
- Gunther Gabauer, Davide Romani - basso
- Curt Cress - batteria, percussioni
- Paolo Gianolio, Mats Bjorklund - chitarra
- Fio Zanotti, Geoff Bastow - tastiera
- Lele Melotti - batteria
- Paola Orlandi, Gabriele Balducci, Lalla Francia, Marina Balestrieri, Michael Hofmann, Mario Balducci, Dario Farina, Silvio Pozzoli - cori

Produzione
- Michael Hogel - assistente
- Cedric Betty, Michael Hogel, Massimo Noè - registrazione voci
- Cedric Beatty - registrazioni @ «Union Studios», Monaco di Baviera
- Jurgen Koppers, Cedric Beatty - missaggio @ «Arca Studios» & «Union Studios», Monaco di Baviera
- Alberto Facchi - foto di copertina
- Enzo Mombrini, Erminia Munari - grafica e direzione artistica
- Universal Music Italia - edizioni musicali
- Televis - edizioni musicali
- Televis/Allione - edizioni musicali A1; A4; B2
- Baby Records - produzione
- Dario Farina - produzione esecutiva

## Dettagli pubblicazione
| Paese  | Data | Etichetta    | Formato | Nº Catalogo |
| ------ | ---- | ------------ | ------- | ----------- |
| Italia | 1983 | Baby Records | 33 giri | BR 56057    |

Pubblicazione & Copyright: 1983 - Baby Records, Via Timavo, 34 - Milano.

Distribuzione: CGD - Messaggerie Musicali S.p.A. - Milano.